# Distrito de Amstetten
El Distrito de Amstetten (Bezirk Amstetten) es un distrito austriaco localizado en el estado Baja Austria, siendo su capital la ciudad de Amstetten. Tiene una superficie de 1187,97 km², y una población de 112 262 habitantes en 2009.

## Subdivisión administrativa

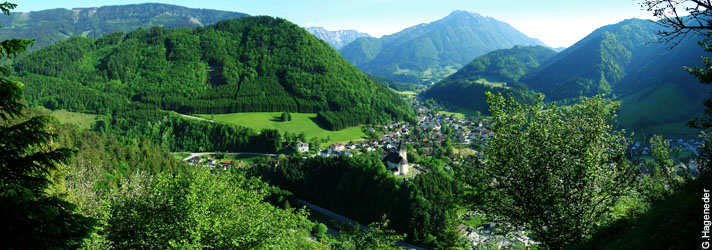
Vista del distrito

### Localidades con población (año 2018)
- Allhartsberg 2108
- Amstetten 23 656
- Ardagger 3511
- Aschbach-Markt 3811
- Behamberg 3387
- Biberbach 2270
- Ennsdorf 3031
- Ernsthofen 2230
- Ertl 1252
- Euratsfeld 2639
- Ferschnitz 1770
- Haag 5548
- Haidershofen 3670
- Hollenstein an der Ybbs 1706
- Kematen an der Ybbs 2625
- Neuhofen an der Ybbs 2930
- Neustadtl an der Donau 2143
- Oed-Oehling 1884
- Opponitz 947
- Seitenstetten 3394
- Sonntagberg 3829
- St. Georgen am Reith 578
- St. Georgen am Ybbsfelde 2886
- St. Pantaleon-Erla 2587
- St. Peter in der Au 5119
- St. Valentin 9340
- Strengberg 2055
- Viehdorf 1372
- Wallsee-Sindelburg 2178
- Weistrach 2216
- Winklarn 1683
- Wolfsbach 2011
- Ybbsitz 3445
- Zeillern 1865

Se subdivide en Marktgemeinde y éstos a su vez en Comunas Catastrales:
- Allhartsberg
  - Angerholz, Kröllendorf, Kühberg, Maierhofen, Wallmersdorf
- Amstetten
  - Edla, Greinsfurth, Hausmening, Mauer bei Amstetten, Neufurth, Preinsbach, Schönbichl, Ulmerfeld
- Ardagger
  - Ardagger Markt, Ardagger Stift, Kollmitzberg, Stephanshart
- Aschbach-Markt
  - Abetzberg, Aschbach-Dorf, Krenstetten, Mitterhausleiten, Oberaschbach
- Behamberg
  - Badhof, Penz, Ramingdorf, Wanzenöd
- Biberbach
- Ennsdorf
- Ernsthofen
  - Aigenfließen, Rubring
- Ertl
- Euratsfeld
  - Aigen, Gafring
- Ferschnitz
  - Innerochsenbach
- Haag
  - Edelhof, Gstetten, Heimberg, Holzleiten, Knillhof, Krottendorf, Porstenberg, Radhof, Reichhub, Salaberg, Schudutz
- Haidershofen
  - Brunnhof, Dorf an der Enns, Sträußl, Tröstlberg, Vestenthal
- Hollenstein an der Ybbs
  - Berg, Dornleiten, Garnberg, Grießau, Hohenlehen, Krengraben, Oberkirchen, Oisberg, Sattel, Thalbauer, Thomasberg, Walcherbauer, Wenten
- Kematen an der Ybbs
- Neuhofen an der Ybbs
  - Amesleithen, Kornberg, Neuhofen an der Ybbs, Perbersdorf, Scherbling, Schindau, Toberstetten
- Neustadtl an der Donau
  - Berghof, Freyenstein, Hößgang, Kleinwolfstein, Nabegg, Neustadtl-Markt, Neustadtl-Umgebung, Schaltberg, Windpassing
- Oed-Öhling
  - Oed, Öhling
- Opponitz
  - Graben, Gstadt, Hauslehen, Ofenberg, Schwarzenbach, Strubb, Thann
- Seitenstetten
  - Seitenstetten Dorf, Seitenstetten Markt
- Sonntagberg
  - Baichberg, Böhlerwerk, Bruckbach, Gleiß, Hilm, Rosenau am Sonntagberg, Rotte Wühr, Sonntagberg
- Sankt Georgen am Reith
  - Hochau, Kogelsbach, Königsbergau, St. Georgen am Reith
- Sankt Georgen am Ybbsfelde
  - Hart, Hermannsdorf, Krahof, Leutzmannsdorf, Matzendorf, St. Georgen am Ybbsfelde
- Sankt Pantaleon-Erla
  - Erla, St. Pantaleon
- St. Peter in der Au
  - Hohenreith, Kürnberg, St. Johann in Engstetten, St. Michael am Bruckbach, St. Peter in der Au-Dorf, St. Peter in der Au-Markt
- Sankt Valentin
  - Altenhofen, Endholz, Hofkirchen, Rems, St. Valentin, Thurnsdorf
- Strengberg
  - Au, Limbach, Ottendorf, Ramsau, Strengberg, Thürnbuch
- Viehdorf
  - Hainstetten, Seisenegg, Viehdorf
- Wallsee-Sindelburg
  - Igelschwang, Ried, Schweinberg, Wallsee
- Weistrach
  - Grub, Hartlmühl, Hartlmühl, Holzschachen, Rohrbach, Schwaig, Weistrach
- Winklarn
  - Haag Dorf, Winklarn
- Wolfsbach
  - Bubendorf, Meilersdorf, Wolfsbach
- Ybbsitz
  - Großprolling, Haselgraben, Hubberg, Kleinprolling, Knieberg, Maisberg, Prochenberg, Schwarzenberg, Schwarzois, Ybbsitz, Zogelsgraben
- Zeillern